# قائمة الأشخاص المصابين بالصمم
الأشخاص الصم البارزون عادة ما يُعرفون بأنهم الذين يعانون من فقدان السمع الشديد في كلا الأذنين نتيجة إما لفقدان السمع المكتسب أو فقدان السمع الخلقي. قد يرتبط هؤلاء الأشخاص بـ ثقافة الصم. يتم تمييز الصمم (القليل من السمع أو عدمه) عن فقدان السمع الجزئي أو الضرر (مثل طنين الأذن)، الذي يمثل ضرراً أقل حدة في أحد الجانبين أو كلاهما. يختلف تعريف الصمم بين الدول والثقافات والفترات الزمنية، على الرغم من أن منظمة الصحة العالمية تصنف فقدان السمع الشديد على أنه الفشل في سماع صوت بمقدار 90 ديسيبل أو أعلى في اختبار السمع.
بالإضافة إلى أولئك الذين يعانون من فقدان السمع الشديد، قد يُعرّف الأشخاص الذين لا يعانون من فقدان السمع الشديد أيضاً على أنهم صم، خاصة عندما يكون الشخص نشطًا داخل مجتمع الصم ولغة الإشارة هي لغته الأم. أولئك الذين عاشوا أساسًا كأشخاص سمعيين واكتسبوا الصمم لفترة قصيرة، نتيجة مرض مؤقت أو قبل الموت بوقت قصير، على سبيل المثال، عادة لا يُصنفون كأشخاص صم ثقافياً.

## المعلمون والمنظمون الصم
- فردينان بيرتييه، مفكر فرنسي، نشر العديد من المقالات، أول شخص أصم يحصل على وسام جوقة الشرف، مؤسس أول منظمة صماء في العالم
- جوليا برايس (1807–1884)، طالبة أمريكية مبكرة في مجال الإعاقة السمعية البصرية في مدرسة هارتفورد للصم
- لورا بريدجمان، (1829–1889)، أمريكيون، أول طالبة صماء-عمياء لـ سامويل غريدلي هاو في مدرسة بيركنز للمكفوفين
- تيريزا دي كارتاخينا، راهبة إسبانية كونفرسوس وكاتبة صوفية من القرن الخامس عشر أصبحت عمياء في مرحلة لاحقة من حياتها. أول كاتبة صوفية باللغة الإسبانية.
- لوران كليرك (1785–1869)، طالب ومعلم (1798–1816) في مدرسة باريس للصم التابعة لـ أبي دي لابي؛ رافق توماس جالوديت إلى أمريكا لتعليم الأطفال الصم. شارك في تأسيس أول مدرسة للصم في أمريكا الشمالية في 1817 في هارتفورد.
- أليس كوغزويل، أول طالبة صماء في مدرسة أمريكا للصم.
- روبرت ر. دافيلا، الرئيس التاسع لـ جامعة غالوديت
- بيير ديسلوج (1742–؟)، كاتب ومجلد فرنسي أصم، أول شخص أصم معروف ينشر كتابًا
- غيلبرت إيستمان (1934–2016)، معلم وممثل وكاتب مسرحي ومؤلف ومقدم تلفزيوني أمريكي
- جين فيرنانديز، أول امرأة صماء تشغل منصب رئيس جامعة أمريكية في جامعة غيلفورد (2014-2021) في غرينسبورو، نورث كارولاينا وأول امرأة صماء تترأس مدرسة للصم مدرسة هاواي للصم والمكفوفين (1990-1995)[3] حاليًا رئيسة جامعة أنتيوخ في يلو سبرينغز، أوهايو
- أندرو فوستر (مبشر), (1925–1987)، معلم أمريكي، أول شخص أصم من ذوي البشرة السوداء يحصل على درجة البكالوريوس من جامعة غالوديت، مبشر مسيحي في إفريقيا
- ألان هورويتز، الرئيس العاشر لـ جامعة غالوديت ونائب رئيس المعهد الفني الوطني للصم
- كاسار جاكوبسون، نرويجي-كندي، أول فائزة صماء على الإطلاق بمسابقة ملكة جمال كندا (2013)، ناشطة في حقوق الإعاقة والأمم المتحدة.
- آي. كينغ جوردن، أول رئيس أصم (الثامن بشكل عام) لجامعة غالوديت
- ليزا كاوبينين (مواليد 1939)، ناشطة في حقوق الإنسان فنلندية، الرئيسة السابقة لـ الاتحاد العالمي للصم
- هيلين كيلر، كاتبة ومؤلفة ومعلمة وممثلة أمريكية مصابة بالصمم والعمى
- دوروثي مايلز، شاعرة وناشطة صماء
- لورانس ر. نيومان، معلم وناشط أصم، شغل منصب رئيس الرابطة الوطنية للصم لفترتين
- مايكل ندورومو، معلم أصم من كينيا، ثالث شخص أصم من إفريقيا يحصل على درجة الدكتوراه
- ماري جان فيليب، معلمة وناشطة دولية رائدة من أجل حق الإشارة
- جورج فيديتش، الرئيس السابق لـ الرابطة الوطنية للصم، وأحد أول الأشخاص الذين صوروا لغة الإشارة

## الممثلون
- شيللي بيتي، ممثلة وبطلة كمال أجسام أمريكية
- شون بيردي، ممثل وكوميدي[4]
- ليندا بوف، ممثلة، معروفة خصوصًا بدورها كـ "ليندا أمينة المكتبة" في برنامج الأطفال التلفزيوني شارع سمسم[5]
- ديين براي، ممثلة قامت بدور البطولة في مسلسل Sue Thomas: F.B.Eye
- ميلي بوبي براون، ممثلة من مسلسل أشياء غريبة، فاقدة تمامًا للسمع في أذنها اليمنى
- جيمس كافالري، ممثل أمريكي
- ستيفن كولبير، ممثل وكوميدي ومقدم برنامج حواري، فاقد تمامًا للسمع في أذنه اليمنى.[6]
- أريانا إنجنير، ممثلة
- لو فيريغنو، ممثل أمريكي وبطل كمال أجسام
- فيليس فريليتش، ممثلة أمريكية، أفضل ممثلة في مسرح برودواي: "أبناء الله الأقل" 1980
- راسيل هارڤارد، ممثل لغته الأولى هي لغة الإشارة الأمريكية[7]
- بوب هيلترمان، ممثل وكاتب ومخرج وموسيقي
- إميليو إنسوليرا، ممثل ومخرج إيطالي من فيلم Sign Gene
- تروي كوتسور (حائز على جائزة الأوسكار لأفضل ممثل مساعد) لدوره في فيلم "كودا"
- ريان لين، ممثل وعارض
- جابرييل ليون، ممثلة إنجليزية
- مارلي ماتلن، أول شخص أصم يفوز بـ جائزة الأوسكار لدورها في فيلم أبناء الصمت
- ليسلي نيلسن، ممثل كوميدي كندي-أمريكي كان فاقدًا للسمع بشكل قانوني[8]
- أودري نورتن، ممثلة ومربية أمريكية، إحدى الأعضاء المؤسسين لـ المسرح الوطني للصم
- لورين ريدلوف، ممثلة أمريكية، لعبت دور كوني (شخصية صماء) في الموسم التاسع من الموتى السائرون. وفي فيلم الأبديون، لعبت دور البطلة الصماء ماكاري.
- ساندرا ماي فرانك، ممثلة أمريكية، قامت بدور "الدكتورة إليزابيث وايلدر" في الموسم الرابع والخامس من أمستردام الجديدة
- إيمرسون روميرو، ممثل أمريكي من فترة الأفلام الصامتة، طور أول تقنية لترجمة الأفلام الصوتية
- تيريلين ساكتيتي، ممثلة
- هاوي سياغو، ممثل ومخرج
- ميليسنت سيموندز، ممثلة صماء
- شوشانا ستيرن، ممثلة في جيريكو وويدز لغتها الأولى هي لغة الإشارة الأمريكية[9]
- ألكسندريا وايلس، ممثلة رقص ومدربة صماء
- بروس ويليس، ممثل أمريكي ومنتج ومغني، فاقد للسمع بنسبة 70% في أذنه اليسرى

## الفنانون
- تشاك بيرد (1947–2012)، رسام تشكيلي ومؤدي أمريكي، أحد الأعضاء المؤسسين لحركة ديفا لفن الصم
- برنارد براغ، مؤدٍ وكاتب ومخرج وشاعر وفنان
- جون بروستر الابن (1766–1854)، رسام بورتريه ومصغرات في كونيتيكت وماساتشوستس وماين خلال فترة الفدرالية في أمريكا[10]
- إدوارد كالدون بروس (1825–1900)، رسام ومؤلف وناشر أمريكي
- جون كارلين (رسام) (1813–1891)، رسام أمريكي
- توماس دافيدسون، عضو الأكاديمية الملكية البريطانية، رسام إنجليزي متخصص في مشاهد بحرية تاريخية (1842–1919)
- والتر غيكي، رسام إسكتلندي
- فرانثيسكو غويا (1746–1828)، رسام إسباني، أصيب بالصمم في سن السابعة والأربعين.[11]
- ديفيد هوكني (مواليد 1937)، رسام بريطاني[12]
- ريجينا أولسون هيوز، رسامة توضيحية أمريكية
- يان (مواليد 1939)، رسام كوميكس إسباني. أصم منذ سن السادسة.[13]
- بيتي جي. ميلر، فنانة أمريكية
- ماوريتسي مينكوفسكي، فنان يهودي بولندي أصم (1881/2–1930)
- خوان فرنانديز، رسام إسباني على الطراز المانيري (1526–1579)
- ألبرت نيوسام (1809–1864)، فنان حفر، وتلميذ كاتلين[14]
- ويل ج. كوينلان، فنان أمريكي، متخصص بالحفر والرسم
- سلافا راشكاي (1877–1906)، رسامة كرواتية
- غرانفيل ريدموند، رسام وممثل أمريكي
- ألفريد طومسون، فنان إنجليزي وحاصل على الميدالية الذهبية الأولمبية (1894–1979)
- دوغلاس تيلدن، نحات أمريكي
- فريدريك لامونتو، نحات وفنان أمريكي (1921–1981)[15]

## الموسيقيون
- أيليس ني ريان، مؤلفة موسيقية أيرلندية
- لودفيج فان بيتهوفن، مؤلف موسيقي وعازف بيانو ألماني، أصيب بالصمم الكامل تقريبًا في سن الرابعة والأربعين.[16]
- كابوس بيتهوفن (بالإنجليزية: Beethoven's Nightmare)، أول فرقة روك في العالم مكونة من موسيقيين صُم، شارك في تأسيسها بوب هيلترمان (عازف طبول من كاليفورنيا)، إد تشيفي، وستيف لونغو من كاليفورنيا. تأسست عام 1971 ولا تزال نشطة.
- ويليام بويز (مؤلف موسيقي)، مؤلف موسيقي بريطاني أصيب بالصمم في أواخر الأربعينيات من عمره[17]
- شون فوربس، موسيقي وكاتب أغاني ورابر أمريكي
- تي إل فورسبرغ، مغنية روك أمريكية من الطليعة، وتُعرّف نفسها بأنها صمّاء[18]
- إيفيلين غليني، عازفة إيقاع إسكتلندية، حائزة على جائزة غرامي لأفضل موسيقي في تسجيل عام 1989 عن أداء بيلا بارتوك في سوناتا لبيانويْن وآلات إيقاعية[19]
- ماندي هارفي، مغنية جاز أمريكية ووصيفة نهائي أمريكا غوت تالنت الموسم 12.
- جيرالدين لوهورن، موسيقية وممثلة ومدرّسة، وأول شخص أصم من الأمريكيون الأفارقة يحصل على شهادة جامعية
- ساينمارك، فنان راب فنلندي
- بدرجيخ سميتنا، مؤلف موسيقي تشيكي، أصيب بالصمم الكامل في سن الخمسين[20]
- ماركو تاكامورا، موسيقية يابانية صمّاء
- جيشرون فينسنت، موسيقي ماليزي، مؤلف، ومتحدث تحفيزي، نال شهرة بسبب رحلته الموسيقية العالمية رغم إصابته بالصمم الجزئي.[21][22][23]

## العلماء
- غيوم أمونتون، مخترع وفيزيائي فرنسي[24]
- آني جمب كانون، عالمة فلك بجامعة هارفارد، اشتهرت بعملها في تصنيف النجوم[25]
- توماس إديسون، رجل أعمال ومخترع أمريكي[26]
- جون غودريك (1764–1786)، عالم فلك إنجليزي[27]
- أولاف هاسل، عالم فلك نرويجي[28]
- نانسي إس. شاربليس، عالمة كيمياء حيوية أمريكية[29]
- هنريتا سوان ليفيت، عالمة فلك أمريكية[30]
- قسطنطين تسيولكوفسكي، عالم فلك روسي[31]

## الرياضة
- سيسيليا هانهيوكسكي، متزلجة فنلندية ولاعبة كرة قدم الصالات
- آشلي فيوليك، متسابقة موتوكروس وممثلة مشاهد خطرة أمريكية
- يهودا غرونفيلد، أستاذ كبير في الشطرنج من إسرائيل
- مات هاميل، مقاتل أمريكي في الفنون القتالية المختلطة
- جيري هيوز، بحّار بريطاني في الرياضات البحرية
- جيم كايت، لاعب هوكي كندي
- ريبيكا ماكري، لاعبة إسكواش بريطانية
- روبير مارشان، درّاج أمريكي لفئة الأساتذة
- كالب ماكدف، سائق سباقات بريطاني
- مايك ميرفي، مدرب رياضي أمريكي
- كيتي أونيل، سائقة سباقات وممثلة مشاهد خطرة أمريكية
- جودي أونسلي، لاعبة رجبي بريطانية
- إيمي ووكر بوند، لاعبة جمباز أمريكية
- جاك بورتر، متسابق دراجات نارية بريطاني
- ماري روثليسبيرجر، لاعبة جمباز أمريكية
- لانا سكيليدجيا، رامية كرواتية
- ميلاني ستابل، رامية ألمانية
- جو سوايل، لاعب سنوكر من أيرلندا الشمالية
- لورنتيا تان، فارسة بارالمبية من سنغافورة
- تون تانغن ميرفول، عداءة ومتزلجة وراعية نرويجية
- مارغريتا ترنكوفا-هانيه، عداءة ولاعبة تنس تشيكية
- إلدكو أويلاكي-ريتيو، مبارزة مجرية وبطلة أولمبية
- بوريس فيرلينسكي، أستاذ شطرنج أوكراني-روسي
- ميليندا فيرنون، عداءة أسترالية لمسافات طويلة وثلاثية السباحة والركض وركوب الدراجات
- هايدي زيمر، متسلقة جبال أمريكية

### كرة القدم الأمريكية
- ألبرت بيرغ، لاعب ومدرب وكاتب كرة قدم أمريكية
- ديريك كولمان، لاعب مركز الظهير الكامل وبطل سوبر بول أمريكي
- جيلبرت أو. إريكسون، لاعب كرة قدم أمريكية جامعية ومصوّر أمريكي
- بوني سلون، لاعب خط دفاعي أمريكي وأول أصم يتم اختياره في دوري كرة القدم الأمريكية
- كيني ووكر، لاعب كرة قدم أمريكية وأول أصم في الدوري الكندي لكرة القدم
- بليسي فينتر، مدرب ولاعب دفاع سابق في دوري كرة القدم الأمريكية

### كرة القدم
- إيونات أرايزا، مدافعة ولاعبة وسط إسبانية
- كليف باستين، مهاجم إنجليزي لعب لنادي أرسنال
- جوزو بوغدانوفيتش، مهاجم كرواتي
- ستان بورتون، جناح إنجليزي
- ميمنوس كوستي، لاعب كرة قدم إنجليزي ومقدم تلفزيوني
- دامير ديسنيكا، مهاجم كرواتي
- ماثيو إيبي، مدافع ولاعب وسط أمريكي
- توماس إليوت، مهاجم بريطاني
- ألبرت غاردنر، لاعب وسط إنجليزي
- دانيال غيبونز، حارس مرمى إنجليزي
- آندي غريغ، حارس مرمى إسكتلندي
- ستيفان ماركولف، مدافع ألماني
- أثييل مباها، حارس مرمى من ناميبيا ومشارك دولي في كأس الأمم الأفريقية
- سيمون أوليرت، مهاجم ألماني
- جون توسوويل، مهاجم إنجليزي

### ألعاب القوى
- نيلي ألدر-بايرينس، عداءة مسافات طويلة ألمانية
- ناتاشا باكوس، عداءة كندية
- دين بارتون-سميث، رياضي عشاري أسترالي
- إدي بوير، رامي قرص أمريكي
- سوسلايدي جيرات، عداءة وموثبة كوبية
- إميليا مانينن، عداءة حواجز إستونية
- ماري-بول ميلر، لاعبة سباعي فرنسية
- آمي-ليا ميلز، رامية رمح أسترالية
- داون ماري مونكريف، عداءة مسافات متوسطة كندية
- تروده راد، رامية نرويجية
- روث تاوبيرت سيغر، عداءة وموثبة أمريكية
- إفغيني شفيتسوف، عداء بارالمبي روسي
- فياتشيسلاف سكورموخوف، عداء حواجز أوكراني-سوڤييتي
- غيرهارد سبيرلينغ، متسابق مشي ألماني شرقي
- بيريل واميرا، عداءة كينية
- ريتا ويندبريك، عداءة ألمانية

### البيسبول
- مايكل كوديير، لاعب دفاع خارجي أمريكي في دوري MLB خلال 2001–2015؛ اختير مرتين ضمن مباراة كل النجوم
- دومي ديغان، رامٍ أمريكي لفريق نيويورك جاينتس عام 1901
- إد دندون، رامٍ أمريكي وأول لاعب أصم في دوري MLB في 1883–1884
- تايسون جيليز، لاعب دفاع خارجي كندي وحائز على الميدالية الذهبية في ألعاب عموم أمريكا
- دومي هوي، لاعب مركز الوسط الخارجي وأبرز لاعب أصم في تاريخ MLB، خلال 1888–1902
- يويا إيشي، رامٍ ياباني في دوري البيسبول المحترف الياباني
- دومي ليتنر، رامٍ أمريكي في دوري MLB خلال 1901–1902
- توماس لونش، رامٍ أمريكي لفريق شيكاغو وايت ستوكينغز (الدوري الوطني) عام 1884
- كورتيس برايد، لاعب دفاع خارجي أمريكي في دوري MLB بين 1993–2006؛ مدرب بيسبول جامعي
- ديك سيبيك، لاعب دفاع خارجي أمريكي لفريق سينسيناتي ريدز عام 1945
- دومي ستيفنسون، لاعب دفاع خارجي أمريكي لفريق فيلادلفيا فيليز عام 1892
- دومي تايلور، رامٍ أمريكي في دوري MLB خلال 1901–1908

### كرة السلة
- لانس أولريد، مهاجم أمريكي وأول لاعب أصم قانونياً في دوري NBA
- بافالو سايلنتس، فريق أمريكي بالكامل من الصم في عشرينيات القرن العشرين
- تاميكا كاتشينغز، مهاجمة أمريكية، بطلة WNBA لعام 2012، وحائزة على أربع ميداليات ذهبية أولمبية
- وسام قسطنطين، مهاجم لبناني وأول لاعب أصم في الدوري اللبناني لكرة السلة
- سيسيليا فيرم، لاعبة دولية سويدية
- إيما ميسمان، لاعبة بلجيكية في دوري WNBA
- روندا جو ميلر، لاعبة أمريكية وأول امرأة صمّاء تجري تجربة أداء في WNBA
- ميها زوبان، لاعب جناح قوي سلوفيني

### الكريكيت
- أنجان باتاتشارجي، رامٍ في الدرجة الأولى من بيهار، الهند
- لانس كيرنز، لاعب كريكيت نيوزيلندي شامل ومشارك في الاختبارات الدولية
- جون هودجكينز، لاعب كريكيت شامل في الدرجة الأولى مع نوتنغهامشير، إنجلترا
- تشارلي ماكليود، لاعب كريكيت أسترالي شامل ومشارك في الاختبارات الدولية
- عمران شيخ، قائد سابق للمنتخب الوطني الهندي للصم
- بابا سيدهاي، لاعب كريكيت هندي شامل في الدرجة الأولى وأول لاعب أصم وأبكم على المستوى الوطني
- أوميش فالجي، قائد سابق للمنتخب الإنجليزي الوطني للصم

### السباحة
- كارلي كرونك، سبّاحة أمريكية، بطلة ألعاب الصم حاصلة على 12 ميدالية ذهبية في دورة واحدة، وصاحبة أرقام قياسية عالمية للصم
- سيندي-لو بيلي، سبّاحة أسترالية وحاصلة على 29 ميدالية في ألعاب الصم
- بيغي دي فيلييرز، سبّاحة جنوب أفريقية ومشاركة في ألعاب الصم
- ناتاليا ديفا، سبّاحة بيلاروسية وحاصلة على أربع ذهبيات في ألعاب الصم
- جيرترود كارولين إديرل، سبّاحة أمريكية حائزة على ميدالية أولمبية وأول امرأة تعبر القناة الإنجليزية سباحةً
- جيف فلووت، سبّاح أمريكي وبطل أولمبي وعالمي
- ريد غيرشويند، سبّاح أمريكي وحائز على 30 ميدالية في ألعاب الصم
- دانييل جويس، سبّاحة بريطانية وبطلة مرتين في ألعاب الصم
- ماثيو كلوتز، سبّاح أمريكي وصاحب أرقام قياسية عالمية للصم
- كورنيل لوبسر، سبّاح جنوب أفريقي وحائز على ميدالية في ألعاب الصم
- جيل ديانا لوفيت، سبّاحة بريطانية ومشاركة في ألعاب الصم
- ريبيكا مايرز، سبّاحة أمريكية وبطلة بارالمبية ضعيفة البصر
- ليندا نيومان، سبّاحة ألمانية وحائزة على ميدالية في ألعاب الصم
- تيرينس باركن، سبّاح جنوب أفريقي وحائز على ميداليات أولمبية وعالمية
- ألكسندرا بوليفانتشوك، سبّاحة سويدية وصاحبة أرقام قياسية عالمية للصم
- آنا بوليفانتشوك، سبّاحة سويدية وصاحبة أرقام قياسية عالمية للصم، وشقيقة ألكسندرا
- تاراناث نارايان شينوي، سبّاح هندي أصم كفيف، وسبح القناة الإنجليزية

### التنس
- فيديشا باليان، لاعبة تنس هندية ومشاركة في مسابقات ملكات الجمال
- إميلي هانغستيفر، لاعبة تنس أمريكية ومشاركة في ألعاب الصم
- جافرين شيخ، لاعبة تنس هندية ومشاركة في ألعاب الصم
- ماريو كارغل، لاعب تنس نمساوي وبطل عالمي سابق للصم
- لي دوك-هي، لاعب تنس كوري جنوبي وشارك مرتين في جولات تحدي رابطة محترفي التنس
- غابور ماتيه، بطل تنس مجري وبطل في ألعاب الصم
- أنجيلا مورتيمر، لاعبة تنس بريطانية وفائزة بعدة بطولات غراند سلام
- باربارا أودوني، لاعبة تنس إيطالية وفائزة بعدة بطولات في ألعاب الصم
- بريثفي سيخار، لاعب تنس هندي ومشارك في ألعاب الصم

### الرياضات الشتوية
- جيني بريغان، متزلجة على الثلج أمريكية
- برندا ديفيدسون، لاعبة كيرلنغ كندية
- إيما لوغان، لاعبة كيرلنغ كندية
- ياكوب نوسيك، لاعب زلاجات تشيكي
- مارغريتا نوسكوفا، متزلجة على الثلج روسية
- آنا سورميلينا، متزلجة على الثلج روسية
- جاك أولريش، لاعب هوكي جليد كندي
- لورين ويبيرت، متزلجة على الثلج أمريكية

## الكتّاب
- رشيدة عابدي، كاتبة باكستانية-بريطانية في السيرة الذاتية
- كشّاف ألوي، كاتبة باكستانية
- كاثلين إل. بروكواي، مؤلفة ومؤرخة وناشطة في حقوق الصم
- جون لي كلارك، شاعر أمريكي أصم كفيف
- ويلي كونلي، كاتب مسرحي وممثل ومصور فوتوغرافي
- أغاثا تيغل هانسون، كاتبة أمريكية
- يوجين ريجيس، كاتب إنساني روماني وناشط سياسي
- مايكل شورست، كاتب وتقني كتب عن تجربته مع زراعة القوقعة[32]
- أنجيلين فولر فيشر، كاتبة أمريكية
- هارولد ماكغراث، مؤلف أمريكي
- بيير دي رونسار، شاعر فرنسي
- لورا سي. ريدن سيرينغ (1893–1923)، صحفية في الحرب الأهلية وكاتبة سيرة وشاعرة
- لويز ستيرن، كاتبة وفنانة
- تيد سوبالا، باحث وأستاذ جامعي
- كلايتون فالي، لغوي أصم وشاعر بلغة الإشارة الأمريكية
- ديفيد رايت (شاعر)، شاعر بريطاني من مواليد جنوب أفريقيا
- جوديث رايت، شاعرة أسترالية

## مهن أخرى
- ديميترا أرابوغلو، عضوة صماء في البرلمان اليوناني من عام 2007 حتى 2009
- أليس أميرة باتنبرغ، أميرة ألمانية في القرنين التاسع عشر والعشرين
- مارلا بيركوفيتز، مترجمة لغة الإشارة الأمريكية؛ اعتبارًا من عام 2020، كانت المترجمة الصماء الوحيدة في ولاية أوهايو الأمريكية
- إرنست إلمو كالكينز، مدير إعلانات أمريكي أصم، رائد في استخدام الفن في الإعلانات
- نايل دي ماركو، بطل الموسم 22 من برنامج "الرقص مع النجوم" والفائز في 2015 بـ عارضة الأزياء الأمريكية القادمة
- هابن غيرما، أول خريجة من كلية هارفارد للحقوق من ذوي الإعاقة السمعية البصرية[33]
- كلوديا إل. غوردون، محامية
- أولوف هانسون، مهندس معماري
- هيلين هيكمان، راقصة
- هنرييتا هوارد، كونتيسة سوفولك
- جولييت جوردون لوو، مؤسسة فتيات كشافة الولايات المتحدة، فقدت سمعها بالكامل في سن 17 عامًا[34]
- شارلوت لامبرتون، راقصة
- موجو ماذرز (مواليد 1966)، سياسية نيوزيلندية
- فلورنس لويس ماي، قيّمة أمريكية في مجال النسيج
- روجر ديموستين أُكيلي (مواليد 1880)، محامٍ أسود أصم كفيف وخريج جامعة ييل
- كاثلين أوليرنشو (مواليد 1912)، رياضياتية وسياسية بريطانية
- فرانسوا أورليان، أمير جوينفيل، أمير فرنسي وقائد بحري
- أوبو دانغ ريساجو، ناشطة إندونيسية من أجل الاستقلال
- أندرو فيليبس، محامٍ
- ريكي بوينتر، يوتيوبر وناشطة
- بانك شيف، طاهٍ أصم مشهور من المملكة المتحدة
- إليزابيث ستيل، أقدم سجل معروف لشخص أصم في أستراليا
- سو توماس، أول شخص أصم يعمل كمحققة سرية في مكتب التحقيقات الفيدرالي، وكانت مختصة بقراءة الشفاه للمشتبه بهم
- هيذر وايتستون، أول امرأة صماء تفوز بلقب ملكة جمال أمريكا
- نيلي زابيل ويلهيت، طيارة
- مابيل غاردينر هوبارد، زوجة مخترع الهاتف ألكسندر غراهام بيل

## شخصيات خيالية
- كوني، شخصية صماء تقاتل الزومبي في مسلسل الموتى السائرون على قناة AMC
- إكو، فنانة قتالية أمريكية أصلية صماء من قصص مارفل المصورة
- دروي لين، محقق أصم من تأليف إليري كوين
- جايد لوفال، ممرضة تعاني من ضعف السمع في دراما هيئة الإذاعة البريطانية الطبية الخسائر
- غابريلا، حورية بحر صماء وإحدى صديقات أرييل في مسلسل حورية البحر
- عين الصقر، رامٍ بالسهام يعاني من الصمم في قصص مارفل المصورة
- ماكسين "ماكس" كولمان، فتاة صماء والأخت الصغرى بالتبني لإستير في فيلم الرعب اليتيمة (2009)
- هيرثستون، قزم أصم وأحد أصدقاء ماغنوس في سلسلة ماغنوس تشيس وآلهة أسكارد للمؤلف ريك ريوردان
- ريغن أبوت، الابنة الصماء لإيفلين ولي أبوت في فيلم الرعب مكان هادئ (2018)
- جيا أندروز، فتاة صماء في فيلم غودزيلا ضد كونغ (2021)
- ماكاري، إحدى الكائنات الأبدية وتتمتع بسرعة خارقة في فيلم الأبديون (2021)

## قراءة إضافية
- Lang, Harry G. Fighting in the Shadows: Untold Stories of Deaf People in the Civil War (Washington: Gallaudet University Press, 2017), xv, 255 pp.
- Sonnenstrahl, Deborah M. Deaf Artists in America, Colonial to Contemporary. San Diego: Dawnsign Press, 2002.